# Шупхалишо
Шупхалишо (или святой Шупхалишой; грабар: Շուփհաղիշոյ, romanized: Šupʿhałišoy) — архиепископ Кавказской Албанской церкви в Партаве, живший в V—VI веках.

## Биография

### Происхождение
Упоминался как старший главный епископ царя Вачагана III (487—510). Его имя Шупхалишо означает «Слава Иисуса» (сир. ܫܘܒܚܐܠܝܫܘܥ) на сирийском языке. В книге Мовсеса Каланкатуаци «История страны Алуанк» упоминается, что Шупхалишо происходил из Иерусалима. В документе о церковном соборе в Алуене в 498 году он назван архиепископом Партава Вачаганом III.

### Архиепископ
Кроме того, Шупхалишо в 506 году участвовал в первом Двинском церковном соборе, созванном армянским католикосом Бабкеном I (490—516) в Двине в составе делегации албанского духовенства.
В одной из рукописей «Истории страны Алуанк» он упоминается прямо как преемник Григориса на католикосате, однако в других рукописях он входит в число 5-ти патриархов, которые предшествовали Григорису и следовали за св. Елисеем. У Мхитара Гоша он также описани как преемник Елисея. История XIII века Киракос Гандзакеци также выразил недоумение по поводу этой личности. Религиозный деятель XVIII века Симеон Ереванци считал его включение в патриархальный лист более поздним добавлением монахов Алуанка для продвижения автокефалии Церкви Кавказской Албании.
С. Х. Ованесян же отмечал, что Шупхалишой был католикосом в IV веке, и что его современником был Вачаган II, а не Вачаган III, и собор в Двине был созван при нём.